# 대니엘 맥도널드
대니엘 맥도널드(Danielle Macdonald, 1991년 5월 19일)는 오스트레일리아의 배우이다.

## 출연 작품
- 2019년 파라다이스 힐스 - 클로에 역
- 2019년 아이 엠 우먼